# Sezimovo Ústí
Sezimovo Ústí (německy Alt-Tabor, dříve též zvané Starý Tábor) je město v okrese Tábor v Jihočeském kraji. Leží čtyři kilometry jižně od Tábora, na soutoku Kozského potoka a Lužnice. Žije zde přibližně 7 100 obyvatel. Je součástí konurbace s Táborem a Planou nad Lužnicí. Skládá se ze dvou urbanisticky oddělených částí, starší na severozápadě (Sezimovo Ústí I) a novější na jihovýchodě (Sezimovo Ústí II). Na severu na něj bezprostředně navazuje sídliště Nad Lužnicí, patřící k městu Tábor. Průmyslová zóna na jihu zase přímo navazuje na zástavbu Plané nad Lužnicí. Ve správním území města se nalézá zřícenina Kozího hrádku, kde pobýval a kázal Jan Hus.

## Historie

### Středověké město
Nejstarší písemný údaj o Sezimově Ústí je souhlas generální kapituly dominikánského řádu se zasvěcením kostela konventu zakladateli řehole sv. Dominikovi z roku 1250. A protože se žebravé řády usazovaly jen ve slibně se rozvíjejících městech, muselo být město Ústí založeno před polovinou 13. století, patrně pány z Hradce. Další zmínka o městě Auzt, tedy prostém Ústí, je v závěti Voka I. z Rožmberka z roku 1262, ve které pamatuje na vrácení dluhu ústeckým dominikánům. Nová řeholní komunita tedy zřejmě byla dobře zabezpečena, neboť navzdory svému závazku chudoby si mohla dovolit poskytnout půjčku. Město bylo rozšířeno v roce 1277, kdy bylo vypáleno nedaleké Hradiště (pozdější Tábor), jehož obyvatele Ústí přijalo.
Teprve v listině Karla IV. z roku 1345 ve věci nalezišť stříbra se poprvé objevuje upřesňující dodatek („Ústí nad řekou Lužnicí“), a konečně o čtyři desítky let později rodáci označovali již své město jako „Sezimovo Ústí“ v souvislosti se Sezimou, pátým, nevlastním synem Vítka z Prčice, z mocného šlechtického rodu Vítkovců.
V dubnu až červenci 1414 ve městě krátce bydlel Jan Hus, který sem přišel na pozvání Anny z Mochova, vdovy po Janovi z Ústí. Získal zde mnoho stoupenců, ti však byli v roce 1419 z města vyhnáni. Uchýlili se do okolních lesů a vsí, až 21. února 1420 na město zaútočili, dobyli je a obsadili. 30. března 1420 se ovšem rozhodli staré město raději vypálit a odejít do nově založené husitské obce jménem Tábor. Rozvaliny města se od 17. století zvaly Starý Tábor a sloužily jako zdroj stavebního materiálu a také jako plocha pro pastvu dobytka a ovcí. Stavební materiál byl mimo jiné použit i při stavbě císařské silnice roku 1753. Začátkem 19. století je doložen jen mlýn se dvorem.

### Obnovené město

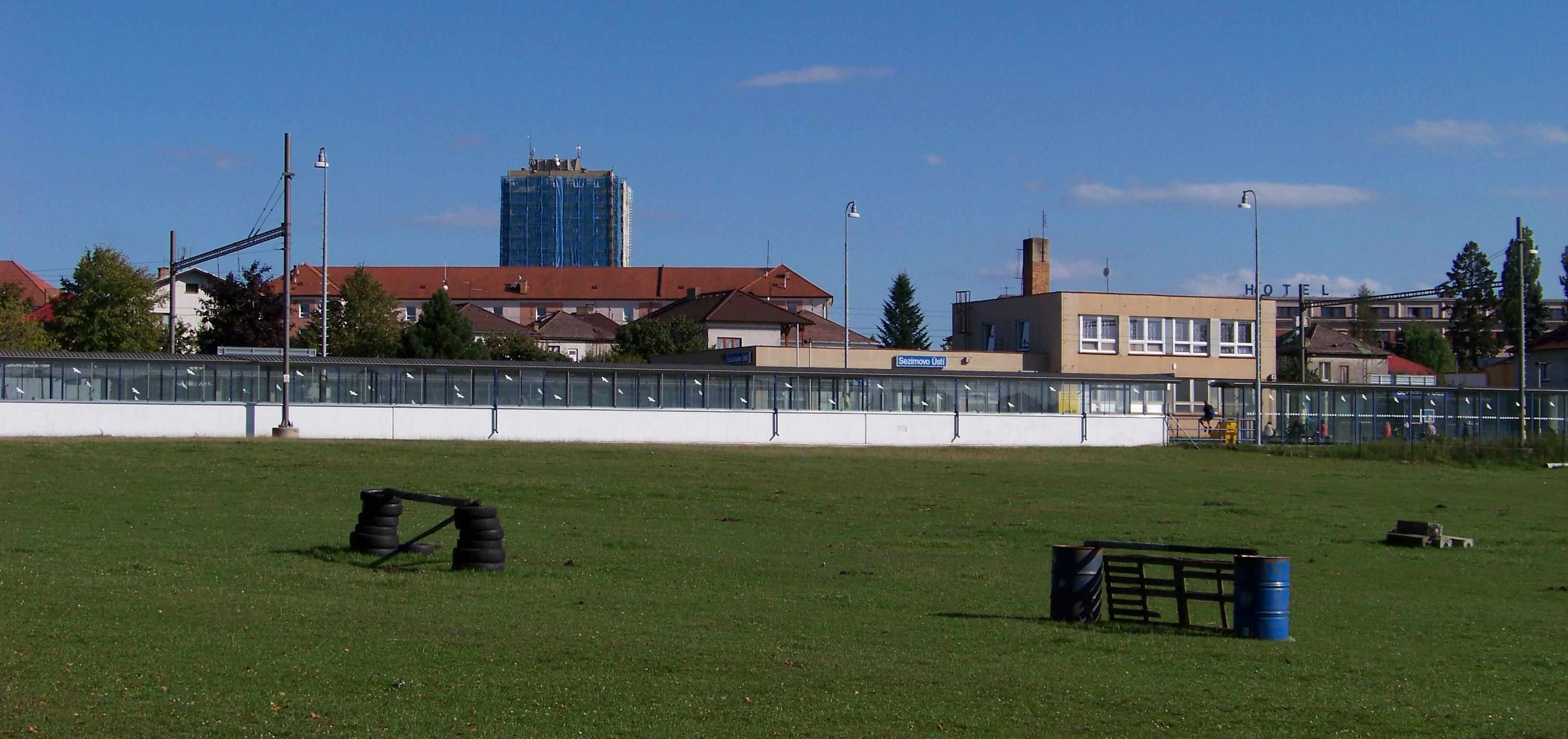
Pohled na novou část přes železniční zastávku

Nové osídlení bylo navrženo v roce 1827, pravidelně vyměřené v empírovém duchu jako vesnice poddaná městu Tábor. Zprvu magistrát města Tábora počítal s prodejem 81 parcel za 40 zlatých stříbra, ale pro velký zájem bylo nakonec vyměřeno a prodáno parcel celkem sto. V létech 1835 až 1938 probíhala výstavba kostela vysvěceného k Povýšení svatého Kříže na který přispěli obyvatelé vesnice. V roce 1920 se pak město vrátilo k historickému názvu Sezimovo Ústí.
Na jihovýchod od původního Sezimova Ústí (tzv. Paďousy) vznikala od roku 1939 zásluhou podnikatelských aktivit Jana Antonína Bati průmyslová čtvrť (tzv. Baťov nebo nově také Kovák). Tento podnikatel si v blízkosti města v důsledku začátku druhé světové války vybral pozemky patřící městu Tábor a založil školu práce (dnes Vyšší odborná škola, Střední škola, Centrum odborné přípravy) vychovávající nové pracovníky pro budovaný závod. Podle dvou poštovních obvodů se stará a nová (průmyslová) část nazývají také Sezimovo Ústí I. a Sezimovo Ústí II., kdy Baťova část je obsažena právě v té s číslovkou dva.
Od počátku třicátých let zde měl ve vile u Lužnice své letní sídlo Edvard Beneš, československý ministr zahraničí a od roku 1935 prezident. Po únorovém převratu roku 1948 se sem již natrvalo uchýlil, čímž se ze Sezimova Ústí stalo na několik měsíců (než abdikoval) de facto sídelní město prezidenta republiky. Po Benešově brzkém skonu měla jeho manželka Hana umožněno ve vile dožít, po její smrti (1974) stavba připadla městu, které ji v rozporu se závětí převedlo na úřad vlády.
V sousedství Benešovy vily měli chaty také Zdeněk Fierlinger, velvyslanec v SSSR a následně předseda vlády a poté člen ÚV KSČ a Ludvík Strimpl, přednosta diplomatického protokolu Ministerstva zahraničních věcí.

## Přírodní poměry
Město se nachází na východním (pravém) břehu Lužnice, podél nejspodnějšího toku Chotovinského potoka (zde zvaného Kozský), do nějž ve východní části katastru ústí několik ramen a náhonů Turoveckého potoka (z rybníků Nový Kravín, Starý Kravín a Jezero). Toto území je zalesněné, zasahuje sem Přírodní park Turovecký les a blíže k městu se nachází malá obora Smolín u hájovny Nechyba. Při Lužnici se rozkládá tzv. Starotáborský les, na severu přecházející v park okolo Benešovy vily.
Kozský potok na území města teče v zaříznutém údolí se dvěma ostrými ohyby. Část strmé stráně nad potokem (naproti hvězdárně) je chráněna jako přírodní památka Luna.

## Obyvatelstvo
| Rok            | 1843 | 1869 | 1880  | 1890  | 1900  | 1910  | 1921  | 1930  | 1950  | 1961  | 1970  | 1980  | 1991  | 2001  | 2011  | 2021  |
| -------------- | ---- | ---- | ----- | ----- | ----- | ----- | ----- | ----- | ----- | ----- | ----- | ----- | ----- | ----- | ----- | ----- |
| Počet obyvatel | 596  | 946  | 1 035 | 1 041 | 1 170 | 1 214 | 1 192 | 1 077 | 3 990 | 5 849 | 8 022 | 8 885 | 7 520 | 7 495 | 7 254 | 6 868 |
| Počet domů     | 116  | 119  | 123   | 130   | 134   | 172   | 180   | 200   | 472   | 546   | 700   | 1 093 | 983   | 999   | 1 296 | 1 344 |

## Městská správa

### Městské symboly
Znak a vlajka byly městu uděleny rozhodnutím předsedy Poslanecké sněmovny Parlamentu České republiky dne 19. května 1998.

### Seznam vedení města
- 1858: Jakub Šoupalík
- Jan Plachý
- 1864: Jakub Píka
- 1866: Vojtěch Kos
- Augustin Köchr
- Jan Dolejš
- 1877: Josef Cícha
- 1903: Antonín Kos
- Jan Dvořák
- 1919–1924: Karel Dušek (ČSSD)
- 1924–1928: Josef Švehla (ČSNS)
- 1928–1933: Václav Vesecký (ČSNS)
- 1933–1934: Rudolf Čejna (KSČ)
- 1934–1939: Václav Vesecký (ČSNS)
- 1939–1942: Bohumil Kotaška (NS)
- 1946?: Josef Veřtát
- 1950?: Miroslav Veselý (KSČ)
- 1990–2002: Jaroslav Schneider (nestr. za ODS)
- 2002–2004: Jiří Peterka (nestr. za ČSSD)
- 2004–2006: Miroslav Vocílka
- 2006–2010: Bedřich Beneš (ODS)
- 2010: Pavel Samec (ČSSD)
- od 2010: Martin Doležal (Jihočeši 2012)

## Doprava
Městem prochází severojižně průtah silnice I/3 a železniční trať Praha – České Budějovice se zastávkou Sezimovo Ústí. Východně od města vede dálnice D3, sloužící zároveň jako obchvat.
Jezdí sem autobusové linky městské hromadné dopravy Tábor.

## Pamětihodnosti

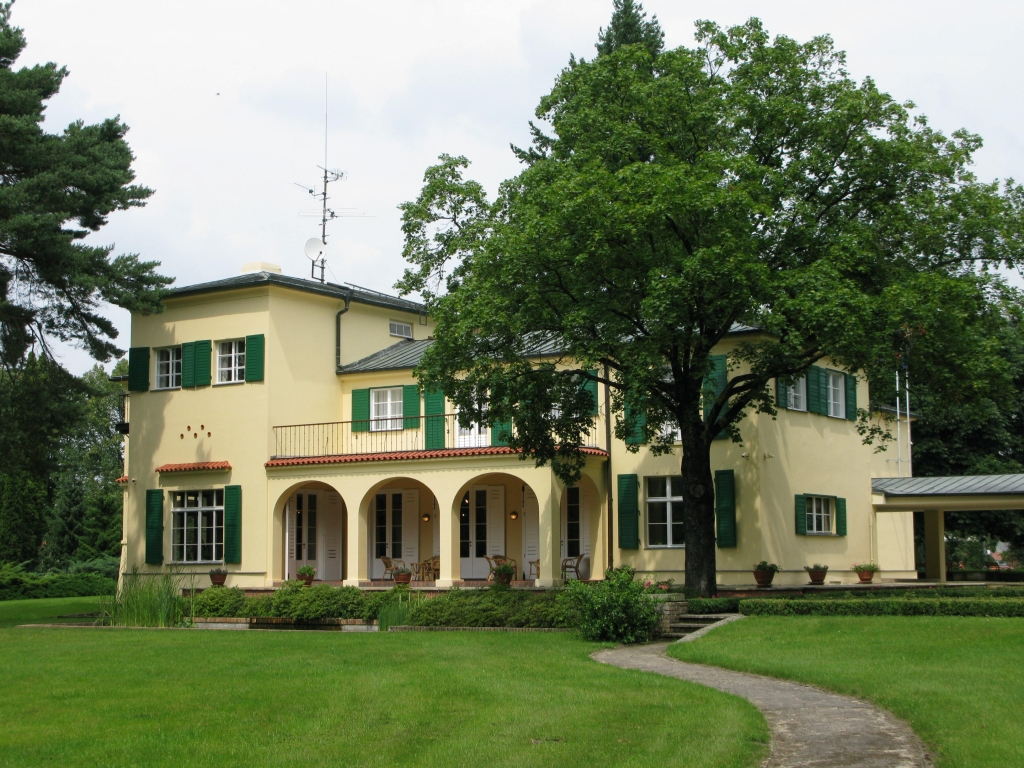
Benešova vila

- Paďousy – přezdívka historické části města
- Benešova vila – letní vila prezidenta Edvarda Beneše, který je zde také s manželkou Hanou pohřben
- busta Josefa Švehly na budově školy
- kostel Povýšení svatého Kříže – pozdně empírový kostel z let 1835–1838
- Sezimovo Ústí II (Baťov) – zachovalý plánovitý urbanistický celek z konce 30. let
- Kozí Hrádek – zřícenina hradu, místo působení Jana Husa, národní kulturní památka

## Osobnosti

### Rodáci
- Bohumil Cepák (1951–2021), házenkář
- Václav Kaplický (1895–1982), prozaik a publicista, narozen na Červeném Dvoře
- František Němec (* 1943), herec
- Jan Novotný (* 1953), hokejista, trenér

### Další
- Jan Hus (1371–1415), středověký český teolog, kazatel a náboženský reformátor
- Chval Řepický z Machovic (14. století/15. století), husitský hejtman
- Josef Švehla (1861–1934), archeolog a pedagog
- Edvard Beneš (1884–1948), československý politik a prezident
- Metoděj Vlach (1887–1957), konstruktér, průkopník letectví
- František Pešta (1905–1982), astronom, zakladatel zdejší hvězdárny

## Partnerská města
- Thierachern, Švýcarsko